# 深海魚男
《深海魚男》，是由日本漫畫家古谷實創作的漫畫，於講談社旗下雜誌《週刊Young Magazine》2006年17号開始連載，2007年24号完結，單行本共4卷。
本作獲得2007年「這本漫畫真厲害！」第六名。改編日劇於2017年播出。

## 出版書籍
| 卷數 | 講談社   | 講談社 | 尖端出版社     | 尖端出版社 |
| 卷數 | 發售日期 | ISBN   | 發售日期       | ISBN       |
| ---- | -------- | ------ | -------------- | ---------- |
| 1    |          |        | 2008年2月16日  |            |
| 2    |          |        | 2008年5月16日  |            |
| 3    |          |        | 2008年8月19日  |            |
| 4    |          |        | 2008年11月11日 |            |